# 무라쿠모촌
무라쿠모촌(村雲村)은 효고현 다키군에 있던 촌이다. 현재의 단바사사야마시에 북동부,  국도 제173호선에 해당한다.